# Ezekiel Jackson
Rycklon Stephens, meglio conosciuto come Ezekiel Jackson (Linden, 22 aprile 1978), è un culturista ed ex wrestler statunitense, noto per i suoi trascorsi nella World Wrestling Entertainment tra il 2008 e il 2014.
In WWE ha vinto una volta l'Intercontinental Championship e una volta l'ECW Championship, di cui è l'ultimo detentore della storia.

## Carriera

### Florida Championship Wrestling (2007–2008)
Stephens firma un contratto con la World Wrestling Entertainment (WWE) nel 2007 e viene mandato ad allenarsi nella Florida Championship Wrestling (FCW). Fa il suo debutto nella federazione in un tag team match con il ring name di Rycklon dove insieme a Keith Walker sconfigge Eric Perez e Kofi Kingston.
Lotta nella FCW fino al maggio 2008, quando la WWE decide di farlo debuttare nel roster principale.

### World Wrestling Entertainment (2008–2014)

#### Aiutante di Brian Kendrick (2008–2009)
Debutta a SmackDown il 18 luglio 2008 con il nome di Ezekiel, come la Guardia del corpo di The Brian Kendrick. L'8 agosto a SmackDown, cambia il name da Ezekiel a Ezekiel Jackson. Interferisce nei match Kendrick aiutandolo a vincere alcuni incontri contro Jeff Hardy, Finlay e il WWE Champion Triple H. Nella puntata di SmackDown del 17 ottobre, fa il suo debutto sul ring sconfiggendo facilmente Super Crazy. In seguito Jackson e Kendrick iniziano una faida per il WWE Tag Team Championship contro gli allora campioni, i fratelli Colóns (Carlito e Primo).
Nella puntata di SmackDown del 16 dicembre, Jackson sconfigge in singolo Carlito. Nell'ultima puntata di SmackDown del 2008, sempre insieme a Kendrick, batte Festus e Jesse, ottenendo un match titolato la sera stessa, ma a vincere sono Carlito e Primo, che infliggono la prima sconfitta nella WWE a Jackson. Nella puntata di SmackDown del 13 febbraio 2009, subìsce la sua prima sconfitta in WWE perdendo contro R-Truth. Nella puntata di SmackDown del 3 aprile 2009, fa la sua ultima apparizione nel roster di SmackDown dove viene sconfitto da Jeff Hardy.

#### Alleanza con William Regal (2009–2010)
Il 15 aprile 2009, passa al roster della ECW nel corso della Draft Supplementare 2009, separandosi così da Kendrick. Tuttavia viene rimandato nella FCW per ulteriori allenamenti. Effettua il suo debutto nel brand estremo il 9 luglio battendo il Jobber Chase Stevens. Nelle settimane seguenti sembra dover collidere con Vladimir Kozlov ma i due si alleano con l'inglese William Regal e iniziano un feud con il campione ECW Christian per aiutare Regal a vincere il titolo. Il trio nei mesi successivi attacca quasi tutto il roster della ECW ed in particolar modo Christian. Comunque Regal fallisce nel conquistare il titolo a SummerSlam, Breaking Point e infine anche in un episodio della ECW. Ezekiel Jackson e Vladimir Kozlov sia nel match di Breaking Point che in quello della ECW sono stati bannati da bordo ring. Nella puntata del 24 novembre dopo l'ennesima sconfitta William Regal accusa Jackson e Kozlov di essere poco utili, Big Zeke decide così di abbandonare l'inglese e il russo e li mette entrambi KO. Kozlov e Jackson nelle settimane successive continuano ad ostacolarsi, ma Regal li mantiene insieme fino al 15 dicembre, quando nel corso di un match fra Kozlov e Jackson lo stesso Regal decide di tradire Kozlov e aiutare Ezekiel Jackson a vincere il match.

#### Regni titolati e infortunio (2010–2012)
Il 12 gennaio 2010 vince l'ECW Homecoming, un torneo organizzato per decretare lo sfidante del campione ECW Christian alla Royal Rumble, ma nel PPV non riesce a conquistare la cintura. Dopo una settimana però, Tiffany gli dà la possibilità di conquistare la cintura in un extreme rules match. Nell'ultima puntata della ECW riesce a conquistare la cintura dopo aver schiantato Christan su un tavolo, conquistando così il suo primo titolo in WWE. Tuttavia, pochi minuti dopo il titolo viene ritirato in seguito alla chiusura della ECW.
Jackson, dopo la chiusura della ECW, passa a SmackDown! dove però combatte solo un match, vincendo contro Jimmy Wang Yang. Ezekiel Jackson passa poi al roster di Raw il 27 aprile 2010 con la Supplemental Draft. Successivamente subisce un infortunio che lo tiene fermo per qualche mese.
Il 18 ottobre torna da face nella puntata di Raw ed entra a far parte del Team Raw di WWE Bragging Rights capitanato da The Miz.
Nell'edizione di SmackDown del 17 dicembre viene annunciato che Ezekiel Jackson passa nuovamente al roster blu. Fa il suo debutto attaccando, insieme a Heath Slater e Justin Gabriel, Big Show durante il suo match contro Wade Barrett, effettuando un Turn Heel. Dopo ciò insieme a Justin Gabriel e Heath Slater, entra nella stable "The Corre", capitanata da Wade Barrett. Nella puntata di SmackDown del 6 maggio 2011 viene attaccato negli spogliatoi dal Corre che lo caccia dal gruppo e, la settimana successiva, diventa face attaccando a sua volta il Corre.
A Over the Limit non riesce a conquistare il Intercontinental Championship dopo aver vinto per squalifica a causa dell'attacco subito da Slater e Gabriel. A WWE Capitol Punishment sconfigge Wade Barrett e conquista il Intercontinental Championship. Lo difende per la prima volta nell'edizione di Smackdown dopo la disputa del PPV, sconfiggendo l'ex campione Wade Barrett e mantenendo il titolo.
Nella puntata del 12 agosto di SmackDown Ezekiel Jackson perde il titolo contro Cody Rhodes e alla fine del match attacca Ted DiBiase. La settimana dopo prova a riconquistare il titolo, ma non ci riesce.

#### Varie faide e rilascio (2012–2014)
Partecipa alla Royal Rumble 2012 entrando con il numero 13, venendo poi eliminato da The Great Khali. Inanellò poi una serie di sconfitte contro Jinder Mahal, Drew McIntyre, e David Otunga. La striscia s'interruppe quando, insieme a The Great Khali, vinse un match di coppia contro Curt Hawkins e Tyler Reks il 16 maggio durante l'episodio settimanale di NXT.
Attorno a metà 2012, Jackson ha riportato un infortunio alla parte superiore del corpo venendo costretto ad un lungo stop di diversi mesi. Dopo circa un anno d'inattività a causa dell'infortunio, tornò durante l'evento live del Wrestlemania Axxess il 4 aprile 2013, nel quale, facendo coppia con Yoshi Tatsu sconfisse Hunico e Camacho durante il suo unico match del 2013. All'inizio del 2014 il wrestler si sottoporrà ad un nuovo intervento alla schiena.
Il 7 aprile 2014 la WWE annuncia il rilascio di Ezekiel Jackson.

### Total Nonstop Action (2014)
Esordisce nella Total Nonstop Action Wrestling (TNA) il 24 luglio 2014, attaccando Bully Ray, Devon e Tommy Dreamer usando il nickname di Rycklon. Insieme a Gene Snitsky, viene licenziato da Dixie Carter il 7 agosto, quindi appena due settimane dopo. L'unico match lottato da Stevens in TNA è stato un 8-man Hardcore War, in squadra con EC3, Rhyno e Snitsky contro il Team di Bully Ray, composto da lui, Devon, Tommy Dreamer e Al Snow.

### Lucha Underground (2014–2015)
A settembre 2014, Stephens iniziò a lavorare per la Lucha Underground come Big Ryck alleandosi con Cisco, Bael e Cortez Castro. Ebbe subito delle rivalità con Johnny Mundo e Prince Puma, vinta da Mundo in un triple treath ladder match. Il 5 ottobre 2014, partecipò alla Aztec Warfare battle royal per decretare il primo Lucha Underground Champion, ma venne eliminato. Ad inizio 2015, Cisco, Castro e Bael attaccarono Ryck sancendo la fine della alleanza. Il 25 febbraio 2015, tornò sulle scene distraendo i loro ex alleati in un match a sei contro Sexy Star, Mascarita Sagrada e Pimpinela Escarlata. Arrivò poi in finale del torneo indetto per decretare i primi Lucha Underground Trios Champions insieme a Killshot e The Mack, ma vennero battuti nell'incontro decisivo da Angélico, Son of Havoc e Ivelisse. Dopo un breve periodo da Face, effettuò un turn heel attaccando Texano sotto ordine di DelAvar Daivari. Tuttavia poco dopo Stephens lasciò la Lucha Underground per alcuni problemi durante i viaggi.
Il 17 ottobre 2015, Big Ryck sfidò Karsten Beck per il wXw Unified World Wrestling Championship, ma venne sconfitto. L'incontro fu disputato per la federazione tedesca Westside Xtreme Wrestling (wXw).

## Personaggio

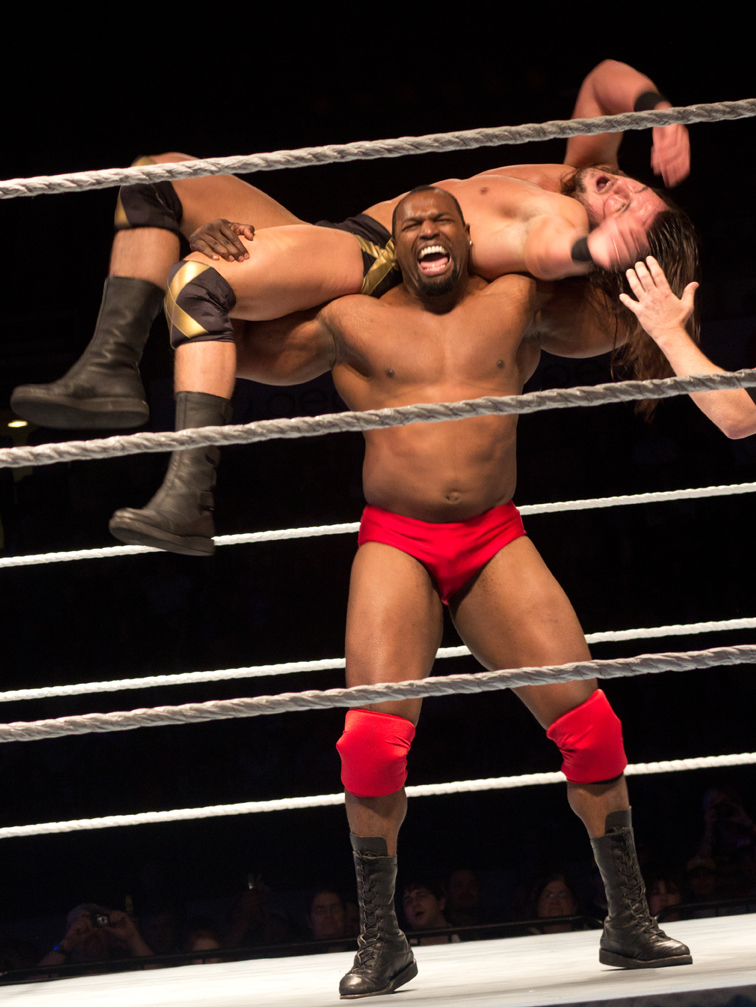
Ezekiel Jackson mentre applica la Torture Rack su Drew McIntyre

### Mosse finali
- Book of Ezekiel  (Standing side slam)
- Torture Rack (Backbreaker rack) – 2010-2015

### Manager
- William Regal

### Wrestler assistiti
- Brian Kendrick

### Soprannomi
- The Personification of Domination
- The Profet

### Musiche d'ingresso
- Domination di Jim Johnston (2008–2011; 2011–2014)
- End of Days degli Emphatic (2011; usata come membro del Corre)

## Titoli e riconoscimenti
- Pro Wrestling Illustrated
  - 78º tra i 500 migliori wrestler singoli nella PWI 500 (2011)
- World Wrestling Entertainment (WWE)
  - ECW Championship (1)
  - WWE Intercontinental Championship (1)